# Saint-Jean-Pla-de-Corts
Saint-Jean-Pla-de-Corts (in catalano Sant Joan de Pladecorts) è un comune francese di 2 061 abitanti situato nel dipartimento dei Pirenei Orientali nella regione dell'Occitania.

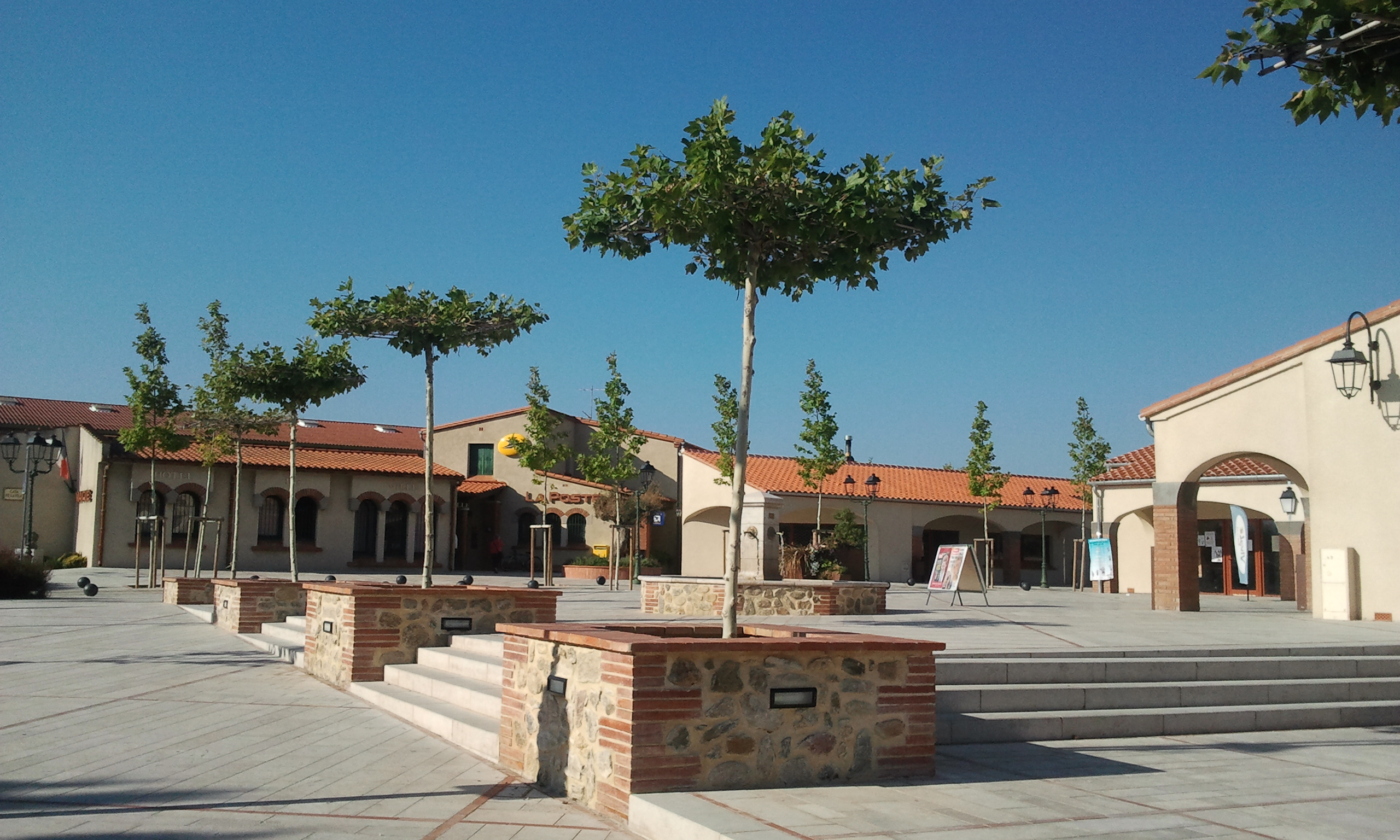
Saint-Jean-Pla-de-Corts

## Società

### Evoluzione demografica
Abitanti censiti